# Nikola Šafarić
Nikola Šafarić (* 11. März 1981 in Čakovec, SR Kroatien, SFR Jugoslawien) ist ein ehemaliger kroatischer Fußballspieler und heutiger Trainer.

## Als Spieler

### Verein
Der Mittelfeldspieler wechselte vom NK Venera über den NK Čakovec in die Jugend des Erstligisten NK Varteks. Dort begann er 1998 seine Profikarriere und war nach seiner Jugendzeit Hoffnungsträger und Spielmacher des Klubs. Im Schatten von Miljenko Mumlek lernte er viel und übernahm nach dessen Wechsel zu Dinamo Zagreb seine Rolle im Mittelfeld, die er neun Jahre erfüllte. Er galt dort als Musterprofi der gerne freiwillige Überstunden machte und später auch das Kapitänsamt übernahm. Dann folgten weitere Stationen beim NK Rijeka, Slaven Belupo und dem NK Varaždin. Von 2011 bis 2013 spielte er für den damaligen ungarischen Erstligisten Kaposvári Rákóczi FC und ging dann weiter zu DNŠ Zavrč. Bis zu seinem Karriereende im Sommer 2021 war Šafarić dann noch für die unterklassigen Vereine Inter Zaprešić, NK Međimurje Čakovec, NK Varaždin, NK Novi Marof und zuletzt NK Obreš Sveti Ilija aktiv.

### Nationalmannschaft
Von 1997 bis 2004 absolvierte Šafarić insgesamt 44 Partien für diverse kroatische Jugendauswahlen und erzielte dabei sechs Treffer. Am 18. April 2004 debütierte er dann im Testspiel gegen Israel für die A-Nationalmannschaft. zum Einsatz. Beim 1:0-Heimsieg in Varaždin wurde der Mittelfeldspieler in der 77. Minute für Jerko Leko eingewechselt. Anfang 2006 folgten dann noch zwei weitere Testspieleinsätze auf einer Asienreise gegen Südkorea (0:2) und Hongkong (4:0).

## Als Trainer
Seit dem 12. Juli 2022 ist Šafarić Trainer seines ehemaligen Vereins, dem kroatischen Erstliga-Aufsteiger NK Varaždin.